# Radhausberg
Der Radhausberg (früher auch Rathhausberg und Rathhauskogel) ist ein 2620 m ü. A. hoher Berg in der Ankogelgruppe der Zentralalpen im österreichischen Bundesland Salzburg.

## Lage und Umgebung
Der Radhausberg ist der namensgebende Gipfel des Radhausbergmassivs. Er befindet sich in der Katastralgemeinde Böckstein der Gemeinde Bad Gastein und im Landschaftsschutzgebiet Gasteiner-Tal. Zu den Bergen in der Umgebung zählen das 1965 m ü. A. hohe Blumfeldköpfl im Norden und, hinter dem 2680 m ü. A. hohen Salesenkogel, der 2685 m ü. A. hohe Kreuzkogel im Südosten. Die Schöneggalm und die Sonnenalm sind zwei Almen an den westlichen Hängen des Radhausbergs. Ein rechter Zubringer des Flusses Nassfelder Ache entspringt am Berg. An den südlichen Hängen verlaufen Schipisten, die über die Liftanlagen der Goldbergbahn und des Kreuzkogellifts erschlossen sind.

## Geologie
In geologischer Hinsicht ist der Radhausberg von Granitgneis und Orthogneis geprägt. Zu den nachgewiesenen Erzen gehören Gold (Elektrum), Silber, Chalkopyrit, Covellin, Bornit, Pyrit, Tennantit, Arsenopyrit, Galenit und Sphalerit. Im Gipfel- und Gratbereich lässt sich eine Bergzerreißung feststellen.

## Fauna und Flora
An den nordwestlichen Ausläufern erstreckt sich die Rotwild-Ruhezone Sportgastein-Nassfeld, die von 1. November bis 31. Mai nicht betreten werden darf. An den unteren nordwestlichen Hängen finden Bestände der Rostblättrigen Alpenrose (Rhododendron ferrugineum). Darunter schließen Grünerlen-Buschwälder und Lärchen-Zirben-Wälder an.

## Name und Geschichte

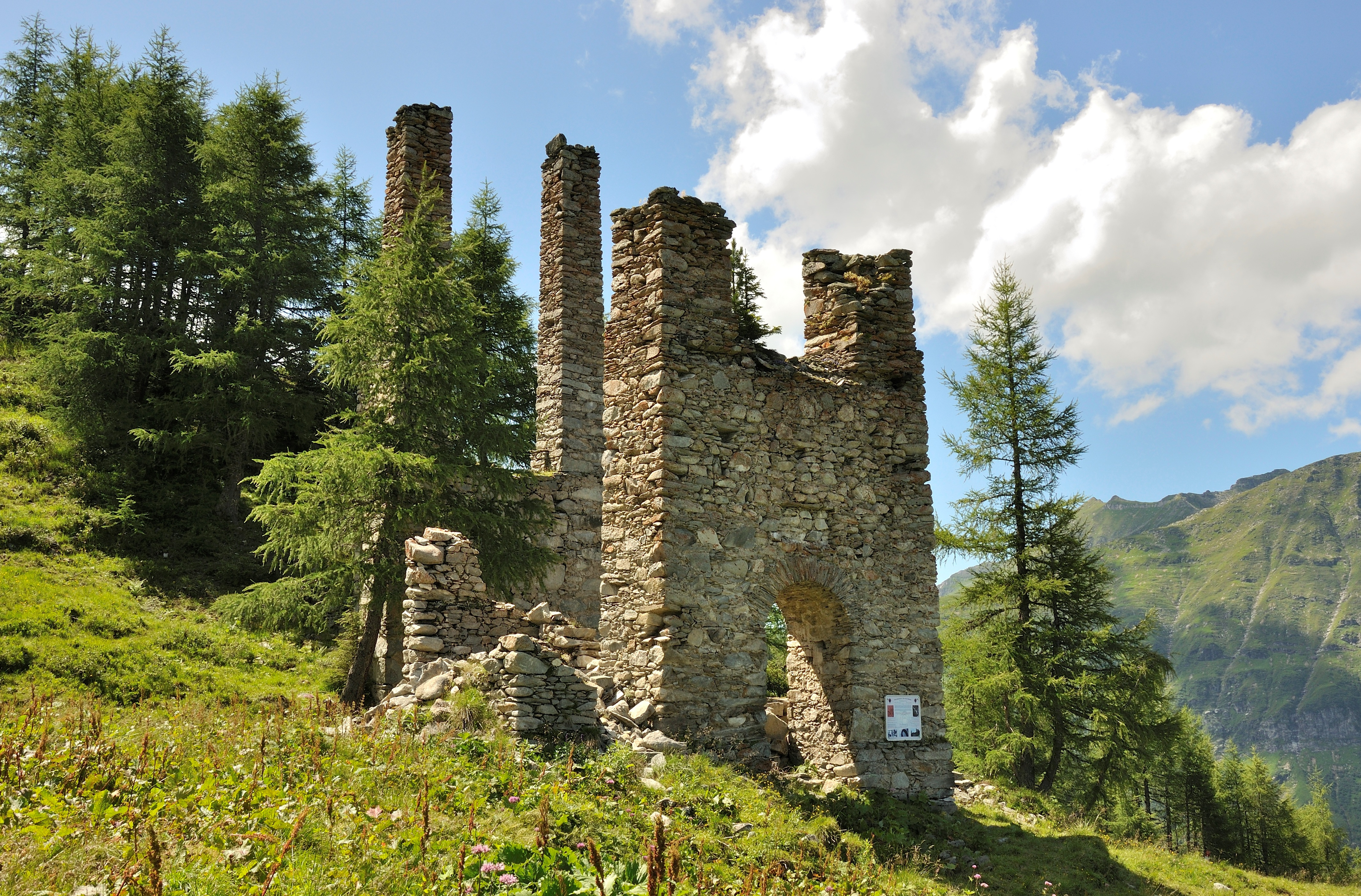
Denkmalgeschützte Ruinen von Achslagertürmen am Radhausberg

Der Name Radhausberg leitet sich entweder von einem Personennamen oder von einem Räderwerk zum Zerstampfen von Erz ab. Am Berg wurde bereits im Mittelalter und in der frühen Neuzeit Gold gewonnen. Aus dieser Zeit sind mehrere Stollen und Halden für den Abbau erhalten. Die Nähe zu einer Römerstraße lässt vermuten, dass entsprechende Aktivitäten auf die Antike zurückgehen. Von 1804 bis 1868 war eine Standseilbahn für den Goldbergbau in Betrieb. Die Ruinen von Achslagertürmen dieser Anlage stehen unter Denkmalschutz. Ein letzter gescheiterter Versuch der Goldgewinnung am Radhausberg war der Paselstollen, der ab 1940 angelegt und in dem 1944 der Bergbaubetrieb eingestellt wurde. In den 1950er Jahren wurde er zum Gasteiner Heilstollen umgewandelt.